# Pierre-Fitte (Villeneuve-le-Roi)
Pour les articles homonymes, voir Pierre-Fitte et Pierre Frite.
La Pierre-Fitte,  ou Pierre-Frite, est un menhir situé sur la commune de Villeneuve-le-Roi dans le département du Val-de-Marne, en France.

## Description
Le menhir est un bloc en meulière de forme presque rectangulaire. Il mesure 1,90 m dans sa plus grande largeur. D'un côté il est pratiquement plat, de l'autre il est bombé. Son épaisseur moyenne est de 1,23 m. Sa hauteur est variable selon les auteurs, de 1,50 m à 2,80 m, le niveau du sol ayant fortement été modifiée durant l'exploitation de la gravière où il se dressait à l'origine alors que sa base était très profondément enfoncée en terre. Son poids avoisinerait les 14 tonnes.

## Historique
Il fut signalé dès 1860 par le curé de Villeneuve-le-Roi, l'abbé Barranger. Le menhir a été classé monument historique en 1889. Se trouvant à l'origine près de la Seine sur un îlot de la plaine basse et menaçant de disparaître dans l'exploitation des gravières, le menhir fut offert à la commune par le propriétaire du terrain, Jules Godefroy, à condition qu'il soit érigé sur une place publique. En 1965, il est transféré dans le parc de la mairie.